# Celeste Ng
Pour les articles homonymes, voir Ng.
Celeste Ng (en chinois : 伍綺詩), née le 30 juillet 1980 à Pittsburgh, est une écrivaine américaine.

## Biographie
Celeste Ng est née à Pittsburgh, en Pennsylvanie. Ses parents ont quitté Hong Kong à la fin des années 1960. Son père, décédé en 2004, était physicien à la NASA au John H Glenn Research Center (anciennement connu sous le nom de NASA Lewis Research Center). Sa mère était une chimiste qui enseignait à l'Université d'État de Cleveland.
Juste avant ses dix ans, sa famille a quitté Pittsburgh pour emménager à Shaker Heights, une ville située dans la banlieue de Cleveland. Elle y a passé tout son cursus scolaire jusqu'à la fin du lycée, et garde un bon souvenir de cette période. Ng a étudié à l'université Harvard, et a obtenu une maîtrise en écriture à l'université du Michigan. En 2020, elle a reçu un bourse Guggenheim.
Ng vit à Cambridge, dans le Massachusetts, avec son mari et son fils,. 

## Œuvres
- (en) How to Be Chinese, 2014
- Tout ce qu'on ne s'est jamais dit, Sonatine, 2016 ((en) Everything I Never Told You[6], 2014), trad. Fabrice Pointeau, 276 p.  (ISBN 978-2-35584-367-9)
- La Saison des feux[7], Sonatine, 2018 ((en) Little Fires Everywhere[8],[9], 2017), trad. Fabrice Pointeau, 377 p.  (ISBN 978-2-35584-650-2)
- Nos cœurs disparus, Sonatine, 2023 ((en) Our Missing Hearts, 2022)